# Juan Yagüe Blanco
Juan Yagüe Blanco (San Leonardo, Sòria, 19 de novembre de 1891 – Burgos, 21 d'octubre de 1952) fou un militar espanyol.
Nascut a la localitat soriana de San Leonardo el 19 de novembre de 1891, era fill del metge Juan Yagüe Rodrigo, oriünd de la localitat d'Ucero (Sòria), i de Maximiana Blanco Salas, natural de Salas de los Infantes (Burgos).
El 26 de febrer de 1897 mor el seu pare, decidint així la seva mare traslladar-se amb els seus fills a Burgos. És en aquesta ciutat en la qual el petit Juan va començar els seus estudis, concretament al col·legi Hermanos Maristas, situat en aquells anys al carrer Concepción.
El 1907 ingressà en l'Acadèmia d'Infanteria i en sortí amb el grau d'oficial el 1910. Destinat a l'Àfrica, als Regulars amb base a Larraix, prengué part en nombroses operacions i assolí per mèrits de guerra els ascensos a capità i comandant; el 1934 fou posat al capdavant de les tropes expedicionàries d'Àfrica que marxaren a Astúries a dominar la revolta.
Membre de la Falange Española i amic personal de José Antonio Primo de Rivera, el 17 de juliol del 1936, essent tinent coronel, al capdavant de la Segona Bandera del Terç Duc d'Alba de la Legió va participar del cop d'estat militar. Al capdavant de la Legió passà a la Península, fent-se càrrec a Sevilla de les columnes amb què conquerí Huelva i Badajoz, on va manar afusellar unes 4.000 persones del bàndol republicà.
Posteriorment va conduir les seves tropes a alliberar  l'Alcàsser de Toledo, fet que li suposà fortes desavinences amb Franco, ja que creia que estava perdent temps en un objectiu secundari i l'objectiu principal era avançar sobre Madrid, motiu pel qual serà apartat del comandament.
Posteriorment fou novament posat al capdavant de tropes amb què participarà de la batalla de Madrid. Durant aquest període actuà un temps al front de la Divisió núm. 4 i del 1r Cos d'Exèrcit de Madrid, també va intervenir eficaçment en la batalla de Brunete.
En crear el Cos d'Exèrcit Marroquí, li'n fou confiat el comandament, i amb ell participà en la batalla d'Alfambra. Després trencà el front d'Aragó (març de 1938) i ocupà Belchite i Casp: creuà l'Ebre per la part de Codo, avançà ràpidament pel pla dels Monegres en direcció al Cinca, ocupà Fraga i, després d'una lluita molt forta, s'apoderà de Lleida. Posteriorment prengué part en la disputada batalla de l'Ebre, i durant tota la campanya de Catalunya operà per la zona costanera, ocupant Reus, Tarragona i Barcelona.
Va ser ferit tres vegades. Ascendí a general de brigada per mèrits de guerra. Fou una icona de la dictadura franquista la seva entrada amb l'exèrcit vencedor a Barcelona el 26 de gener de 1939. Tot i això també foren notòries les seves desavinences amb el dictador Francisco Franco, el qual va arribar a cessar-lo diverses vegades de les seves responsabilitats. Al bàndol republicà era conegut amb el sobrenom del «Carnisser de Badajoz», per la seva responsabilitat en l'execució de quatre mil combatents i militants republicans a aquella ciutat un cop fou conquerida per les seves tropes, un crim contra la humanitat.
L'11 d'agost de 1939 fou nomenat ministre de l'Aire, càrrec que desenvolupà fins a la fi de l'any 1940; el 12 d'abril del mateix 1940 fou promogut general de divisió, i l'1 de novembre de 1943 tinent general, i va ser nomenat el 18 del mateix mes i any capità general de la Sisena Regió. A més de les medalles del Mèrit Militar, estava en possessió de la Gran Cruz d'Alfonso X el Sabio i del Mérito Agrario.

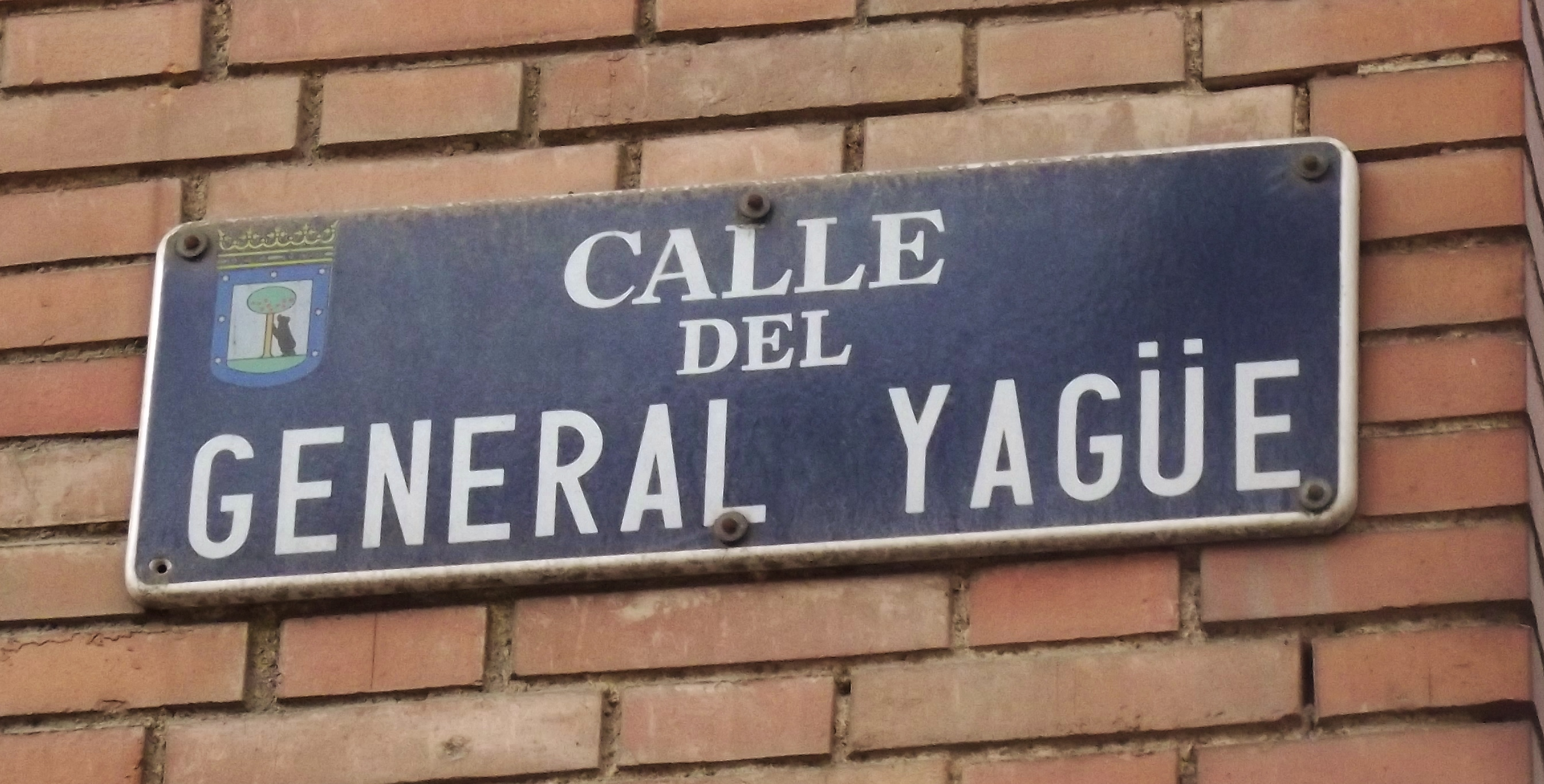
Antiga placa (2016) a l'actual carrer San Germán a Madrid

La decapitació de l'estàtua commemorativa a San Leonardo per uns activistes el 12 d'octubre de 2008, al mateix dia de la Hispanitat, va ser l'inici d'una llarga polèmica. El 2009, l'ajuntament del seu poble natal va decidir canviar el monument dedicat al militar. Va ser reemplaçat per una làpida nova més discreta, que tot i respectar la lletra de la Llei de Memòria Històrica, causà controvèrsia. No satisfé ni la fundació creada en honor del militar falangista, presidida per la seva filla, que va ser militant de la secció femenina de La Falange, ni les associacions de les víctimes de la violència franquista. El fet que el 2012, Madrid tingués encara un carrer dedicat al general rebel va sorprendre periodistes estrangers. Al cap i a la fi va perdurar fins al maig de 2017 abans que el carrer va ser rebatejat.